# Thỏa thuận Pereiaslav

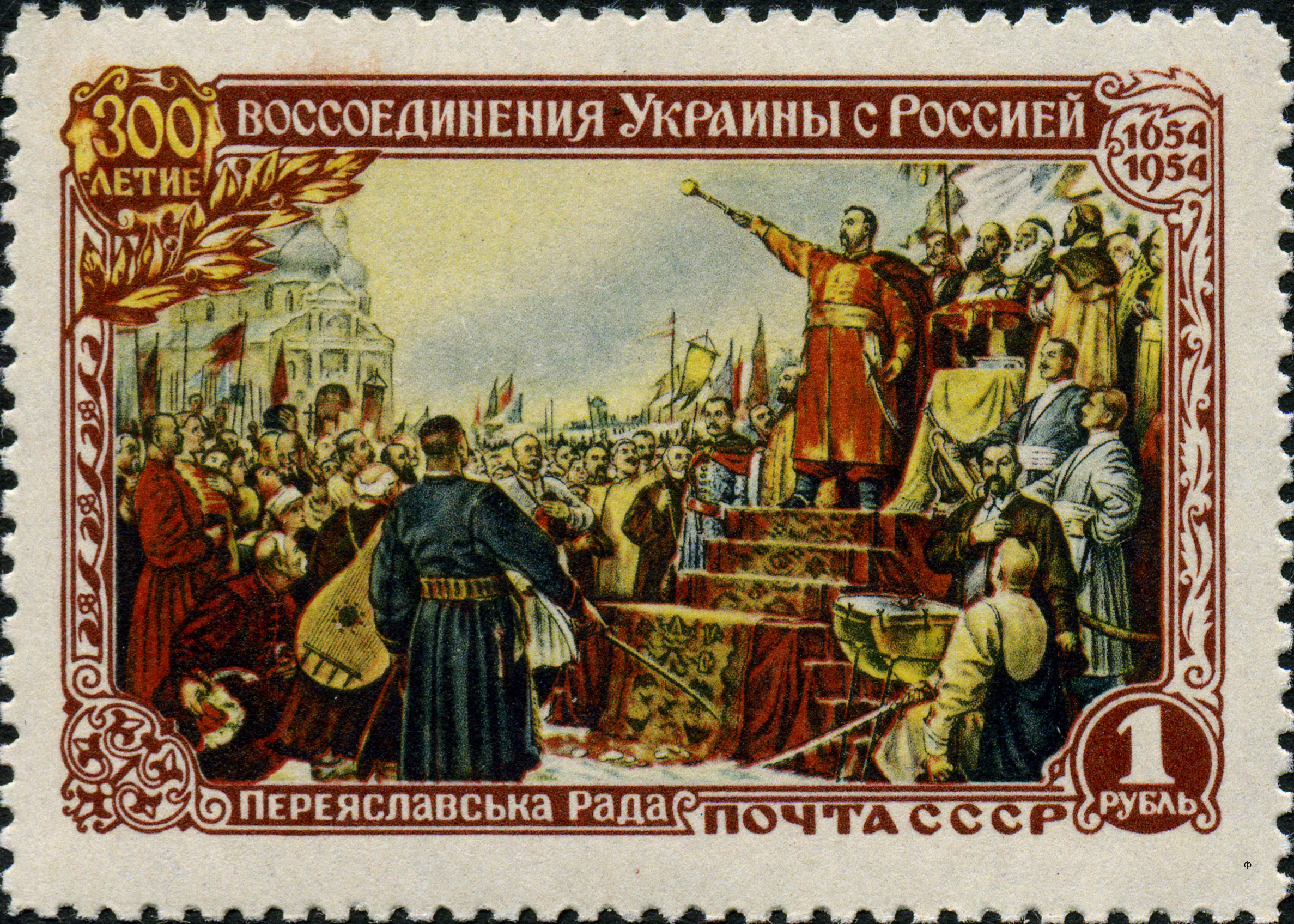
Thoả thuận Pereiaslav được mô tả trên tem của Liên Xô năm 1954. Người Cossack đứng bên trái với trang phục truyền thống và một bandura. Vasiliy Buturlin đứng bên phải đang tuyên bố.

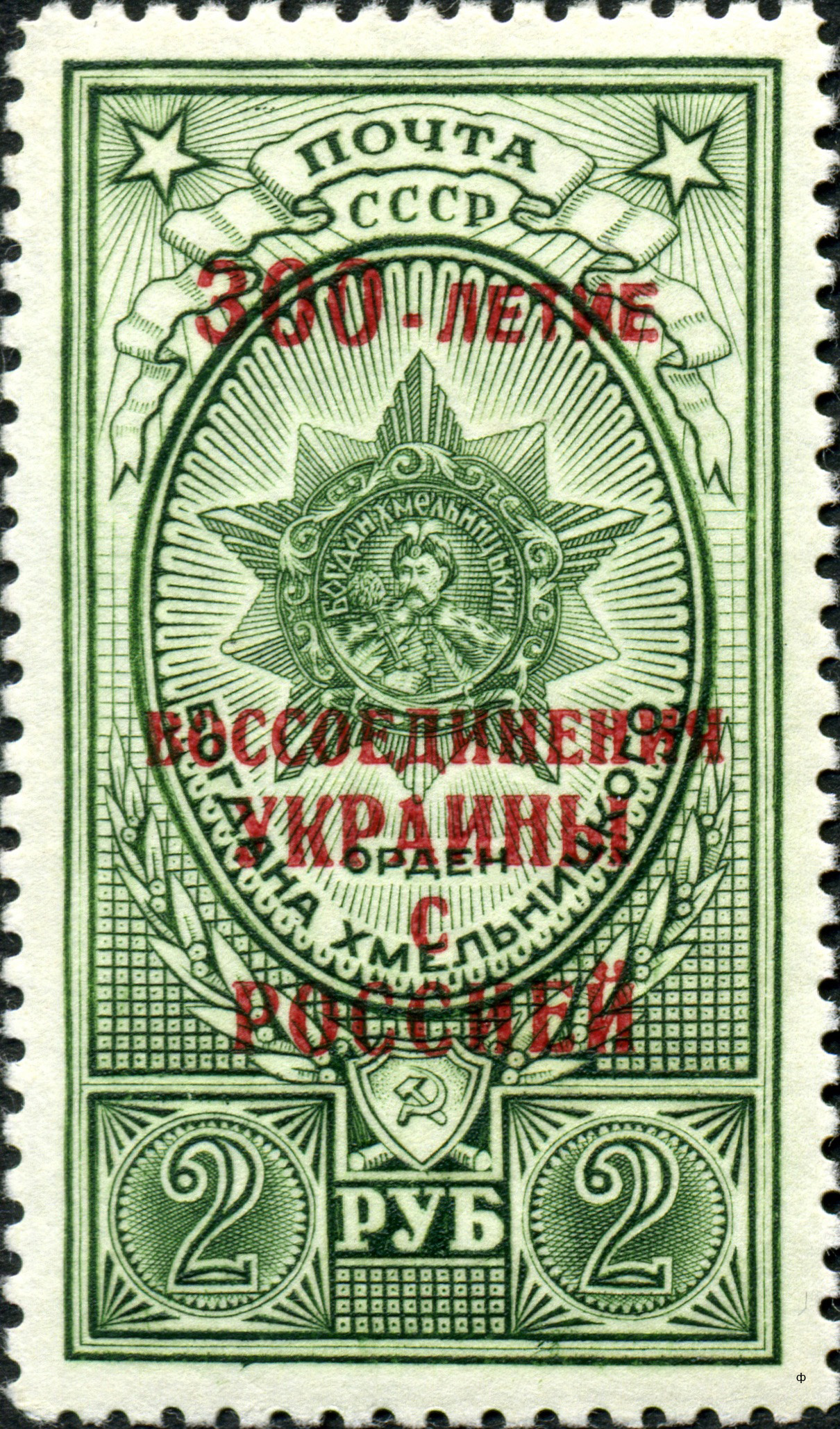
Tem Liên Xô kỷ niệm 300 năm Ukraina thống nhất với Nga, 1954

Thoả thuận Pereiaslav hay Thoả thuận Pereyaslav (tiếng Ukraina: Переяславська рада, đã Latinh hoá: Pereiaslavska Rada, n.đ. 'Hội đồng Pereiaslav', tiếng Nga: Переяславская рада), là một cuộc họp chính thức được triệu tập vào tháng 1 năm 1654, để người Cossack thực hiện nghi lễ cam kết trung thành với Sa hoàng Nga (lúc này là Aleksey, trị vì 1645–1676) tại thị trấn Pereiaslav thuộc miền Trung Ukraina. Buổi lễ diễn ra đồng thời với các cuộc đàm phán bắt đầu theo sáng kiến của Hetman Bohdan Khmelnytsky nhằm giải quyết vấn đề Quốc gia hetman Cossack, trong lúc Khởi nghĩa Khmelnytsky đang diễn ra chống lại Thịnh vượng chung Ba Lan–Litva. Bản thân hiệp định được hoàn tất tại Moskva vào tháng 4 năm 1654 (vào tháng 3 theo lịch Julius).
Khmelnytsky được Sa hoàng Nga bảo hộ về quân sự và đổi lại phải trung thành với Sa hoàng. Ban lãnh đạo của Quốc gia hetman Cossack thực hiện tuyên thệ trung thành với quân chủ Nga, sau đó các quan chức khác, giáo sĩ và cư dân Quốc gia hetman cũng tuyên thệ. Bản chất chính xác của mối quan hệ được quy định theo thỏa thuận giữa Quốc gia hetman và Nga là một vấn đề gây tranh cãi về mặt học thuật. Tiếp sau hội nghị Pereiaslav là cuộc trao đổi các văn kiện chính thức: Các điều khoản tháng Ba (từ Quốc gia hetman Cossack) và Tuyên bố của Sa hoàng (từ Muscovy).
Một phái đoàn từ Moskva do Vasiliy Buturlin dẫn đầu tham dự hội nghị. Ngay sau sự kiện này là việc thông qua cái gọi là Các điều khoản Tháng Ba tại Moskva quy định tình trạng tự trị của Quốc gia hetman trong nhà nước Nga. Thỏa thuận này dẫn đến Chiến tranh Nga-Ba Lan (1654–67). Việc giải quyết dứt điểm về pháp lý được thực hiện theo Hiệp ước Hòa bình vĩnh viễn năm 1686 được Nga và Ba Lan ký kết, theo đó tái khẳng định chủ quyền của Nga đối với các vùng đất Sich Zaporozhia và Ukraina tả ngạn, cũng như thành phố Kiev.

## Bối cảnh đàm phán
Vào tháng 1 năm 1648, một cuộc khởi nghĩa lớn chống lại Ba Lan do Bohdan Khmelnytsky lãnh đạo bắt đầu tại vùng đất Zaporizhia. Quân khởi nghĩa được quần chúng nhân dân và Hãn quốc Krym ủng hộ, họ giành được một số chiến thắng trước quân chính phủ Thịnh vượng chung Ba Lan-Litva. Họ làm suy yếu sự áp bức của tầng lớp quý tộc Ba Lan, sự áp bức của người Do Thái vốn là những người quản lý tài sản, cũng như khôi phục vị thế của Giáo hội Chính thống giáo. Tuy nhiên, quyền tự trị mà Khmelnytsky giành được lúc này bị kẹp giữa ba cường quốc: Thịnh vượng chung Ba Lan-Litva, nước Nga Sa hoàng và Đế quốc Ottoman.
Bohdan Khmelnytskyi là người lãnh đạo chính của cuộc khởi nghĩa, ông không thể tuyên bố độc lập vì ông không phải là một quân chủ hợp pháp, và không có một ứng cử viên nào như vậy trong số các thủ lĩnh khác của cuộc khởi nghĩa. Xét về nguồn lực kinh tế và nhân lực, khởi nghĩa đang diễn ra trên các khu vực của Vương quốc Ba Lan, tại các tỉnh Kijów (Kyiv), Czernihow (Chernihiv) và Bracław (Bratslav). Đồng minh duy nhất là hãn của Krym thì không quan tâm đến chiến thắng quyết định của người Cossack.

### Dòng thời gian đàm phán Cossack-Moskva
Có quan điểm cho rằng các cuộc đàm phán nhằm thống nhất vùng đất Zaporizhia với Nga bắt đầu ngay từ năm 1648. Ý tưởng như vậy rất phổ biến trong các nhà sử học Liên Xô tại Ukraina và Nga như Mykola Petrovsky. Nhiều nhà sử học Ukraina khác như Ivan Krypiakevych, Dmitriy Ilovaisky, Myron Korduba, Valeriy Smoliy diễn giải các cuộc đàm phán là một nỗ lực nhằm thu hút Sa hoàng ủng hộ quân sự cho người Cossack và thúc đẩy ông ta đấu tranh nhằm tranh đoạt vương vị Ba Lan sau khi Władysław IV Vasa mất.
- Ngày 18 tháng 6 năm 1648 – bức thư chính thức đầu tiên được biết đến của Bohdan Khmelnytskyi gửi Sa hoàng Aleksey I; thư kết thúc với: "Vì vậy, hãy để Thượng đế thực hiện lời tiên tri, thứ được tôn vinh từ thời cổ đại, cho thứ mà chúng tôi đã tự mình cống hiến, và trước đôi chân nhân từ của bệ hạ, giống như những người thấp kém hơn, ngoan ngoãn phục tùng."
- Ngày 18 tháng 6 năm 1648 – bức thư của Khmelnytskyi gửi thống đốc tỉnh Siveria của Muscovy là Leontiev. Đề cập đến thái độ thuận lợi của người Cossack đối với Sa hoàng. Vấn đề trung thành với Sa hoàng không được nêu ra.[8]
- Ngày 21 tháng 7 năm 1648 – bức thư của Khmelnytskyi gửi thống đốc tỉnh Putivl của Muscovy là Pleshcheyev. Đề cập đến động lực của Sa hoàng Muscovy đối với cuộc đấu tranh giành vương vị Ba Lan. Vấn đề trung thành với Sa hoàng không được nêu ra.[8]
- Cuối tháng 12 năm 1648 – phái đoàn Khmelnytskyi khởi hành đến Moskva. Phái đoàn bao gồm trưởng phái đoàn Syluyan Muzhylovsky và Thượng phụ Paisius I của Jerusalem.[9]
- Tháng 1 năm 1649 – tại Moskva Thượng phụ Paisius thuyết phục Sa hoàng về ý định của Khmelnytskyi "...dập trán trước Hoàng đế bệ hạ, vì vậy hoàng đế ra lệnh cấp cho ông ta, Khmelnytskyi và tất cả Quân đoàn Zaporizhia sự chấp thuận dưới bàn tay tối cao của Ngài...",[10] nhưng trong ghi chú của Muzhylovsky chỉ đề cập đến yêu cầu hỗ trợ quân sự, trong khi vấn đề trung thành với Sa hoàng không được nêu ra.[10]
- Tháng 4 năm 1649 – cuộc họp của Khmelnytskyi với sứ thần của Sa hoàng là Grigoriy Unkovsky tại Chyhyryn. Hetman nhấn mạnh về mối quan hệ họ hàng của Ukraina với Moskva: "...kể từ lễ rửa tội của Thánh Vladimir, chúng tôi đã có với Moskva đức tin Kitô giáo ngoan đạo và sức mạnh chung của chúng ta..."[10] và yêu cầu hỗ trợ quân sự.[9]
- Tháng 5 năm 1649 – Các sứ giả của Khmelnytskyi khởi hành đến Moskva do Trung tá Fedir Veshnyak của Chyhyryn đứng đầu. Trong thư công nhận, họ bày tỏ lời thỉnh cầu xin bảo hộ của Sa hoàng Muscovy.[9] Đồng thời, phái đoàn tương tự được cử đến Thân vương Transylvania George II Rákóczi[11] để khuyến khích ông ta chiến đấu vì vương vị Ba Lan.[9]
- Ngày 16 tháng 8 năm 1649 – chiến thắng rỗng tuếch trong trận Zboriv. Bị người Tatar Krym phản bội, Bohdan Khmelnytskyi đổ lỗi cho Moskva vì không gửi trợ giúp.[7] Quan hệ Cossack-Moskva xấu đi.[9] Hetman và các cộng sự của ông dùng đến áp lực ngoại giao đối với Moskva: bày tỏ công khai về sự cần thiết của chiến dịch tấn công người Muscovy[10] và từ chối giao nộp kẻ mạo danh Timofey Akudinov, người tự nhận là con trai của Sa hoàng Vasili IV của Nga.[8]
- Tháng 3 năm 1650 – Khmelnytskyi phớt lờ mệnh lệnh của Quốc vương Ba Lan về việc chuẩn bị cho một chiến dịch chung Ba Lan-Krym chống lại Moskva.[9]
- Mùa hè-thu năm 1650 – hồi sinh cuộc đối thoại Thổ Nhĩ Kỳ-Ukraina để chuyển sang nằm dưới chế độ bảo hộ của người Ottoman: "... Ukraina, Ruthenia Trắng, Volyn, Podolie với toàn bộ Ruthenia đến tận Wisla..."[12][13]
- Ngày 1 tháng 3 năm 1651 – Zemsky Sobor tại Moskva. Các giáo sĩ tại Moskva nhận thấy có thể dẫn đến việc không tuân thủ các điều kiện bên phía Ba Lan của Hiệp định Hòa bình vĩnh cửu nếu như cho phép Aleksey Mikhailovich nhận Quân đoàn Zaporizhia làm thần dân của ông.[9]
- Tháng 9 năm 1651 – phái viên Osman-aga tới Chyhyryn và thông báo Sublime Porte sẵn sàng đản nhận bảo hộ Ukraina.[7] Khmelnytskyi không vội đoán trước câu trả lời của Moskva.[9]
- Tháng 3 năm 1652 – Phái viên của Khmelnytskyi đến Moskva. Phái viên Ivan Iskra đề xuất ngay lập tức đưa Quân đoàn Zaporizhia dưới quyền giám sát của Sa hoàng. Chính phủ của Sa hoàng đồng ý chỉ lấy quân đội mà không dự tính trước lãnh thổ, trong tương lai sẽ trao cho họ đất đai ở vùng giao thoa của Don và Medveditsa.[9]

## Chuẩn bị cho cuộc họp chính thức
Zemsky Sobor diễn ra tại Moskva vào mùa thu năm 1653 đã thông qua quyết định sáp nhập Ukraina vào Muscovy và vào ngày 2 tháng 11 năm 1653, chính phủ Moskva tuyên chiến với Thịnh vượng chung Ba Lan-Litva. Để tiến hành đàm phán giữa hai nhà nước, một phái đoàn lớn do boyar Vasili Buturlin dẫn đầu rời Moskva đến Ukraina. Trong thành phần của họ còn có okolnichiy I.Olferiev, dyak L.Lopukhin và đại diện của giới giáo sĩ.
Cuộc hành trình kéo dài gần ba tháng. Ngoài việc những con đường xấu và tình trạng hỗn loạn, thì một cờ hiệu hoàng gia mới phải được làm, văn bản bài phát biểu của Buturlin, và chiếc chùy (bulawa) được chỉ định cho Hetman đã bị mất một số viên đá quý cần phải được thu hồi. Ngoài ra, phái đoàn phải đợi gần một tuần thì Bohdan Khmelnytskyi mới đến, do ông bị trì hoãn ở Chyhyryn trong lễ chôn cất con trai lớn Tymofiy Khmelnytsky và sau đó không thể vượt qua sông Dnepr vì băng trên sông không đủ cứng.

## Cuộc họp Pereiiaslav và nhà nước Cossack tự trị

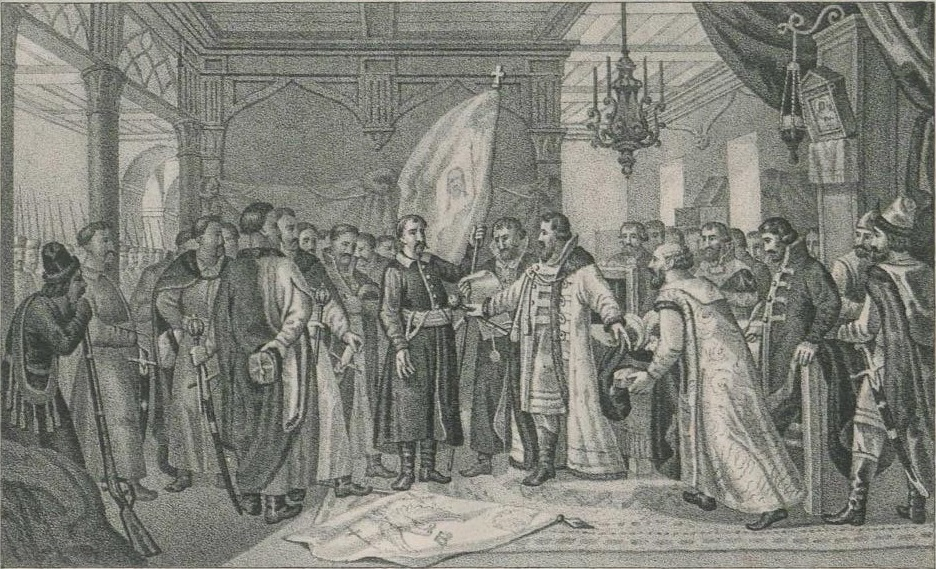
Boyar Buturlin tiếp nhận lời tuyên thệ trung thành với Sa hoàng Nga từ Bogdan Khmelnitsky

Một cuộc họp giữa hội đồng của người Cossack Zaporozhia với Vasiliy Buturlin là đại diện của Sa hoàng Nga Alexey I diễn ra trong bối cảnh Khởi nghĩa Khmelnytsky. Hội đồng Pereiaslav của người Ukraina diễn ra vào ngày 18 tháng 1, nhằm mục đích hoạt động với tư cách là hội đồng Cossack tối cao và thể hiện sự đoàn kết và quyết tâm của "dân tộc Rus'". Các nhà lãnh đạo quân sự và đại biểu của các trung đoàn, quý tộc và thị dân lắng nghe bài phát biểu của Hetman Cossack Bohdan Khmelnytsky, ông giải thích tính cần thiết của việc tìm kiếm sự bảo hộ từ Nga. Khán giả đáp lại bằng những tràng pháo tay và sự đồng ý. Hiệp định được khởi xướng sau đó trong cùng ngày, chỉ cầu khẩn Sa hoàng bảo hộ Nhà nước Cossack và được cho là một hành động chính thức tách rời Ukraina khỏi Thịnh vượng chung Ba Lan-Litva (nền độc lập của Ukraina đã được tuyên bố không chính thức trước đó trong cuộc khởi nghĩa). Những người tham gia chuẩn bị hiệp định tại Pereiaslav bao gồm Khmelnytsky, Trưởng thư lại Ivan Vyhovsky và nhiều trưởng lão Cossack khác, cũng như một đội ngũ lớn đến từ Nga.
Các thủ lĩnh Cossack cố gắng một cách vô ích để yêu cầu Buturlin đưa ra một số tuyên bố ràng buộc; phái viên từ chối, cho rằng thiếu thẩm quyền và trì hoãn việc giải quyết các vấn đề cụ thể cho Sa hoàng quyết định trong tương lai, điều mà ông ta mong đợi là sẽ có lợi cho người Cossack. Khmelnytsky và nhiều người Ukraina (tổng cộng có 127.000 người, trong đó có 64.000 người Cossack, theo tính toán của Nga) cuối cùng đã tuyên thệ trung thành với Sa hoàng. Tại nhiều thị trấn của Ukraina, người dân buộc phải đến quảng trường trung tâm để tuyên thệ. Một bộ phận tầng lớp giáo sĩ Chính thống giáo chỉ tuyên thệ sau một cuộc kháng cự kéo dài, và một số thủ lĩnh Cossack không thực hiện tuyên thệ. Các chi tiết thực tế của thỏa thuận được các sứ giả Cossack và Sa hoàng đàm phán vào tháng 3 và tháng 4 năm sau tại Moskva. Người Nga đồng ý đa số các yêu cầu của người Ukraina, như trao quyền tự trị rộng rãi cho nhà nước Cossack, quân Cossack đăng ký có quy mô lớn và duy trì tình trạng của Giáo mục đô thành Chính thống giáo Kiev, người này báo cáo cho Thượng phụ Constantinople (thay vì Moskva). Hetman Cossack bị cấm thực hiện chính sách đối ngoại độc lập, đặc biệt là đối với Thịnh vượng chung và Đế quốc Ottoman, vì Sa hoàng hiện đã cam kết cung cấp phòng vệ cho Quốc gia hetman. Do đó, tình trạng của Ukraina đã được giải quyết, khi các nhà đàm phán nhìn nhận là lúc này đang liên minh với nhà nước Nga (chứ không phải Ba Lan). Các chính sách sai lầm nhưng cứng đầu của Thịnh vượng chung được nhiều người cho là nguyên nhân khiến người Cossack thay đổi hướng đi, tạo ra một cơ cấu quyền lực mới và lâu dài ở Trung, Đông và Nam châu Âu.
Các điều khoản có vẻ hào phóng của hiệp ước Pereiaslav-Moskva đã sớm bị chính trị thực tế hủy hoại, do các chính sách đế quốc của Moskva và thủ đoạn của chính Khmelnytsky. Thất vọng trước Thỏa thuận đình chiến Vilna (1656) và các động thái khác của Nga, Khmelnytsky cố gắng giải thoát Quốc gia hetman khỏi sự phụ thuộc. Hiệp định Pereyaslav dẫn đến bùng phát Chiến tranh Nga-Ba Lan (1654-1667) cùng với Thỏa thuận đình chiến Andrusovo 1667, theo đó miền đông Ukraina được Ba Lan nhượng lại cho Nga (trên thực tế, điều đó có nghĩa là Thịnh vượng chung sẽ thu hồi có giới hạn miền tây Ukraina). Quốc gia hetman Cossack, nhà nước tự trị Ukraine do Khmelnytsky thành lập, sau đó bị giới hạn ở Ukraina tả ngạn và tồn tại dưới quyền Đế quốc Nga cho đến khi bị Nga phá hủy vào năm 1764-1775.
Các ghi chép đương thời về các giao dịch Pereiaslav-Moskva vẫn tồn tại và được lưu giữ trong Kho lưu trữ Nhà nước Nga về các đạo luật cổ xưa tại Moskva.

## Hậu quả lịch sử

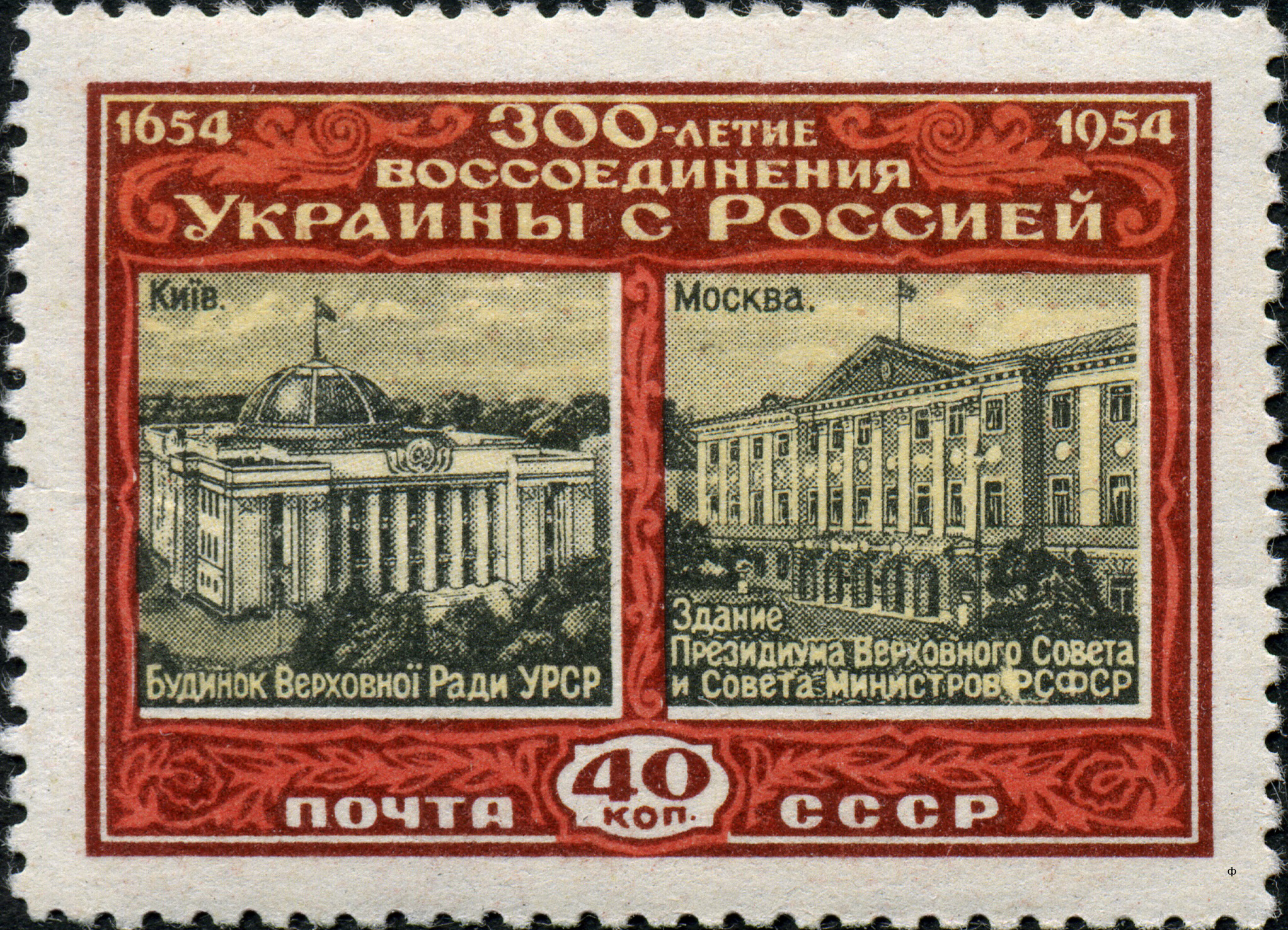
Tem Liên Xô năm 1954 đánh dấu kỷ niệm 300 năm Ukraina thống nhất với Nga.

Hậu quả cuối cùng đối với Quốc gia hetman là Quân đoàn Zaporizhia giải thể vào năm 1775 và việc áp đặt chế độ nông nô trong khu vực.
Đối với Nga, thỏa thuận cuối cùng dẫn đến việc sáp nhập hoàn toàn Quốc gia hetman vào nhà nước Nga, cung cấp sự biện minh cho tước hiệu của các sa hoàng và hoàng đế Nga là Độc tài của toàn thể người Nga (tiếng Nga: Самодержецъ Всероссійскій). Nga vào thời điểm đó là phần duy nhất của Kiev Rus' cũ không bị thế lực ngoại bang thống trị, họ tự coi mình là nước kế thừa của Kiev Rus' và là thế lực tái thống nhất toàn bộ đất đai của người Rus'. Thế kỷ 20, trong lịch sử và nhận thức luận Xô viết, hội nghị Pereiaslav được nhìn nhận và giới thiệu là một hành động "tái thống nhất Ukraina với Nga".
Hiệp định là một kế hoạch chính trị để cứu Ukraina khỏi sự thống trị của Ba Lan. Đối với Thịnh vượng chung Ba Lan-Litva, thỏa thuận này là một trong những dấu hiệu ban đầu về quá trình suy tàn dần dần của liên bang, và bước sụp đổ cuối cùng vào cuối thế kỷ 18.
Năm 1954, các lễ kỷ niệm "Ukraina tái thống nhất với Nga" được tổ chức rộng rãi tại Liên Xô và bao gồm chuyển giao bán đảo Krym từ Liên bang Nga sang Ukraina.
Năm 2004, sau lễ kỷ niệm 350 năm sự kiện này, chính quyền của Tổng thống Ukraina Leonid Kuchma ấn định ngày 18 tháng 1 là ngày chính thức kỷ niệm sự kiện.
Quyết định được thông qua tại Pereiaslav bị những người theo chủ nghĩa dân tộc Ukraina nhìn nhận tiêu cực là một cơ hội thất bại cho nền độc lập của Ukraina. Sau đó, nền độc lập của Ukraina trong Nội chiến Nga chỉ tồn tại trong thời gian ngắn do Chiến tranh Ukraina–Xô viết, và đất nước giành được độc lập khi Liên Xô tan rã. các đảng Ukraina thân Nga kỷ niệm ngày diễn ra sự kiện này và nhắc lại lời kêu gọi tái thống nhất ba quốc gia Đông Slav: Nga, Ukraina và Belarus.Bản mẫu:Year needed
Năm 2023, Tổng thống Ba Lan Andrzej Duda đề xuất Tổng thống Ukraina Volodymyr Zelenskyy về ý tưởng đưa người Nga đến Pereiaslav sau một thất bại giả định của Nga trong cuộc xâm lược Ukraina để làm dấu hiệu cho một hiệp ước hòa bình.

### In ấn
- Basarab, J. Pereiaslav 1654: A Historiographical Study (Edmonton 1982)  Lưu trữ ngày 7 tháng 3 năm 2019 tại Wayback Machine
- Braichevsky, M. Annexation or Unification?: Critical Notes on One Conception, ed and trans G. Kulchycky (Munich 1974)
- Hrushevs'kyi, M. Istoriia Ukraïny-Rusy, vol 9, bk 1 (Kiev 1928; New York 1957)
- Iakovliv, A. Ukraïns'ko-moskovs'ki dohovory v XVII–XVIII vikakh (Warsaw 1934)
- Dohovir het'mana Bohdana Khmel'nyts'koho z moskovs'kym tsarem Oleksiiem Mykhailovychem (New York 1954)
- Ohloblyn, A. Treaty of Pereyaslav 1654 (Toronto and New York 1954)
- Prokopovych, V. 'The Problem of the Juridical Nature of the Ukraine's Union with Muscovy,' AUA, 4 (Winter–Spring 1955)
- O'Brien, C.B. Muscovy and the Ukraine: From the Pereiaslavl Agreement to the Truce of Andrusovo, 1654–1667 (Berkeley and Los Angeles 1963)
- Pereiaslavs'ka rada 1654 roku. Istoriohrafiia ta doslidzhennia (Kiev 2003)  Lưu trữ ngày 9 tháng 11 năm 2017 tại Wayback Machine
- Velychenko, S., THE INFLUENCE OF HISTORICAL, POLITICAL, AND SOCIAL IDEAS,
- ON THE POLITICS OF BOHDAN KHMELNYTSKY AND THE COSSACK OFFICERS BETWEEN 1648 AND 1657 PhD Dissertation (University of London, 1981) <[liên kết hỏng]>

### Trực tuyến
- To the History of the Treaty of Pereyaslav, Zerkalo Nedeli (the Mirror Weekly), October 4–10, 2003, available online in Russian and in Ukrainian[liên kết hỏng].
- Encyclopedia of Ukraine entry on the subject
- Ukrainian World Congress' Statement Press Release - On Observance of the Pereyaslav Treaty
- The Treaty of Pereyaslav